# Charles Miller
Charles Miller, conosciuto anche come Charles A. Miller, (Saginaw, 1857 – New York, 14 novembre 1936), è stato un regista e attore statunitense.

## Biografia
Nato nel 1857 nel Michigan, iniziò a lavorare nel cinema nel 1914, come attore e regista. Nella sua carriera, che finì con il cinema muto, recitò in otto film, ne diresse una trentina e appare, come presentatore o supervisore, in altre due pellicole.
Morì a New York il 14 novembre 1936, all'età di 79 anni.

## Filmografia

### Regista
- O Mimi San - cortometraggio (1914)
- The Courtship of O San - cortometraggio (1914)
- Plain Jane (1916)
- A Corner in Colleens (1916)
- Princess of the Dark (1917)
- The Little Brother (1917)
- Passato sanguigno (Blood Will Tell) (1917)
- The Dark Road (1917)
- Wild Winship's Widow (1917)
- Bawbs o' the Blue Ridge (1917)
- The Hater of Men (1917)
- The Flame of the Yukon (1917)
- The Sawdust Ring, co-regia di Paul Powell (1917)
- Wee Lady Betty (1917)
- Polly Ann (1917)
- The Secret of the Storm Country (1917)
- The Ghosts of Yesterday
- Matrimonio intermittente (By Right of Purchase) (1918)
- Unfaithful, co-regia di Thomas H. Ince (1918)
- At the Mercy of Men
- The Fair Pretender (1918)
- The Service Star  (1918)
- The Great Victory, Wilson or the Kaiser? The Fall of the Hohenzollerns (1919)
- A Dangerous Affair (1919)
- The Heart of a Gypsy, co-regia di Harry McRae Webster[2] (1919)
- Love, Honor and -- ?
- High Speed (1920)
- The Law of the Yukon (1920)
- The Man She Brought Back
- Ship of Souls

### Attore (parziale)
- Romance of Sunshine Alley, regia di Scott Sidney (1914)
- The Corner (film 1916), regia di Walter Edwards (1916)
- The Market of Vain Desire, regia di Reginald Barker (1916)
- The Payment, regia di Raymond B. West (1916)
- An Eastern Westerner
- A Clouded Name, regia di Austin O. Huhn (1923)
- The Road to Ruin, regia di Mrs. Wallace Reid (1928)
- The Circus Kid